# Kuro Salehi Takhasomi
Kuro „KuroKy“ Salehi Takhasomi (* 28. Oktober 1992) ist ein professioneller, iranischstämmiger deutscher Dota-2-Spieler, der seit 2015 als Kapitän in der Support-Rolle für das Dota-2-Team von Team Liquid spielt. Im Jahr 2017 gewann er mit diesem Team das Dota-2-Meisterschaftsturnier The International 2017, das bis dahin höchstdotierte eSports-Turnier der Welt.
Mit mehr als 5 Millionen US-Dollar ist er der nach gewonnenem Preisgeld erfolgreichste deutsche eSportler sowie an Platz 6 weltweit.

## Karriere
KuroKy spielte sein erstes E-Sport Turnier mit 16 Jahren. Seinen ersten Auftritt in Dota 2 hatte er mit dem Team „Gosugamers.net“ beim The International 2011 während der Vorstellung des Spiels auf der Gamescom in Köln, schied jedoch bereits in der Gruppenphase aus. Auch beim The International 2012 konnte KuroKy, nunmehr als Ersatzspieler für Mousesports spielend, sein Ergebnis nicht verbessern. Nach dem Turnier trat er Mousesports als Stammspieler bei, doch erst mit dem Wechsel zu Na'Vi am 28. Februar 2013 den Gewinnern des The International 2011, konnte KuroKy größere Erfolge verbuchen. So wurde er mit Na'vi 2013 – die zum dritten Mal in Folge Finalist waren – Zweiter des The International 2013, nur vom schwedischen Team Alliance geschlagen. Nach einem geteilten siebten Platz beim The International 2014 verließ KuroKy am 18. August 2014 Na'Vi. Kurze Zeit später wurde der Wechsel zum neu gegründeten Team Secret bekannt. Mit Team Secret nahm er am The International 2015 teil und erreichte dort den geteilten siebenten und achten Platz. Im August 2015 wechselte KuroKy zu 5Jungz, wo er unter anderem mit Lasse „MATUMBAMAN“ Urpalainen zusammenspielte. Das Team wurde im Oktober 2015 von Team Liquid verpflichtet. Mit Team Liquid wurde KuroKy Anfang März Zweiter beim Shanghai Major, einem vom Dota-2-Entwickler Valve ausgetragenem Premier-Turnier. 2017 gewann er als Kapitän von Team Liquid das bis zu dem Zeitpunkt mit über 24 Millionen US-Dollar höchstdotierte E-Sports Turnier The International 2017.
Im November 2019 gründete er gemeinsam mit seinen Teamkameraden die neue Organisation Team Nigma. Diese wurde 2021 mit der Wettkampfabteilung der Organisation Galaxy Racer zu Nigma Galaxy fusioniert.
KuroKy ist der einzige Spieler, der mehr als 1000 professionelle Spiele in Dota gewonnen hat. Zudem hält er den Rekord für die meisten verschiedenen gespielten Helden in Wettkämpfen (107).